# Coburg (Victoria)
Coburg ist ein Stadtteil von Melbourne, Australien. Der Stadtteil gehört zum Verwaltungsgebiet (LGA) City of Merri-bek und ist der Sitz der Cityverwaltung.

## Geografie

### Geografische Lage
Der Stadtteil Coburg liegt etwa acht Kilometer nördlich des „Central Business Districts“, dem Stadtzentrum von Melbourne. Begrenzt wird der Stadtteil im Westen durch die Melville Road, Devon Avenue, Sussex Street und West Street, im Osten durch Elizabeth Street und Merri Creek, im Süden durch die Moreland Road sowie im Norden durch die Gaffney Street and Murray Road.

### Umgebende Stadtteile
| Pascoe Vale       | Coburg North | Preston   |
| Pascoe Vale South |              | Preston   |
| Brunswick West    | Brunswick    | Thornbury |

## Geschichte

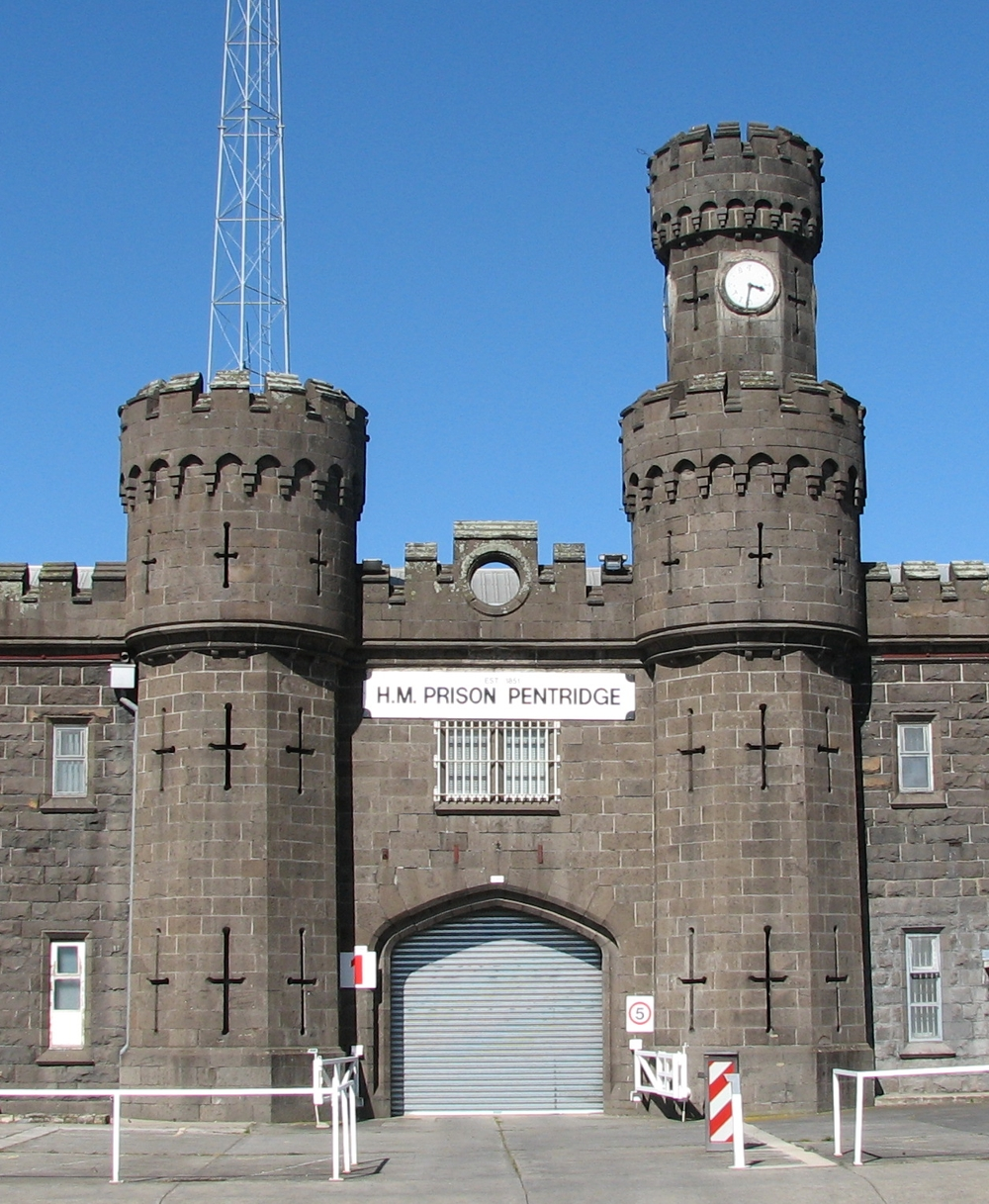
Das Eingangstor des HM Prison Pentridge

Vor der Ankunft der Europäer lebten in der Gegend um das heutige Coburg die Wurundjeri, ein Aborigine-Stamm. Coburg wurde zwischen 1837 und 1838 das erste Mal von Robert Hoddle erkundet.
1850 wurde das Gefängnis „HM Prison Pentridge“ errichtet. Das Gefängnis war unter dem Namen „Bluestone College“ bekannt, durch die „Bluestone“ Minen, in denen die Gefangenen Steine zum Straßenbau brachen. 1997 wurde das Gefängnis geschlossen und teilweise abgerissen, um Fläche zum Wohnungsbau freizugeben. Nur das Gefängnistor blieb bestehen.

## Persönlichkeiten
- Gerald Murnane, Schriftsteller
- Ivor Munro (1888–1980), Radrennfahrer
- Raelene Boyle, Leichtathletin